# Robert von Benda

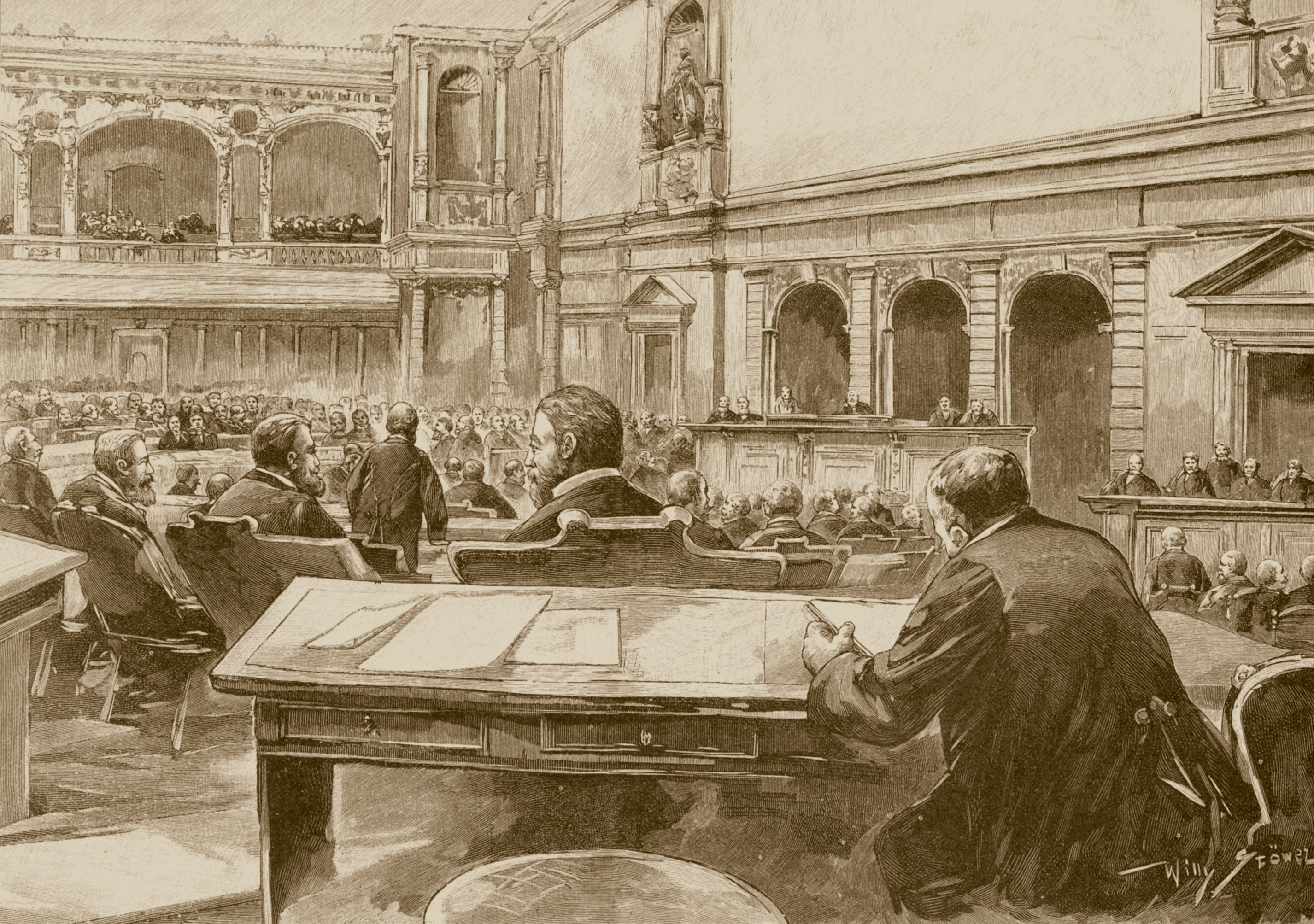
Zasedání Říšského sněmu v roce 1894

Robert von Benda (18. února 1816, Liegnitz dnes Legnica, Polsko – 16. srpna 1899, Rudow dnes Berlín - Rudow) byl německý šlechtic (von Benda), politik nacionálně-liberální strany a majitel rytířského statku Rudow u Berlína.

## Biografie
Byl potomkem české muzikantské rodiny Bendů. Jeho dědečkem byl koncertní mistr a skladatel Karl Hermann Heinrich Benda (1748 – 1836). Jeho otec August Heinrich Benda (1779 – 1860) získal v roce 1825 šlechtický titul.
Vystudoval gymnázium v Berlíně, potom studoval práva v Mnichově, kde se stal členem studentského spolku Corps Palatia München. Právnická studia dokončil v Berlíně. Od roku 1849 pracoval ve státních službách, v roce 1853 koupil rytířský (deskový) statek v Rudowě (dnes součást Berlína) a v roce 1858 se stal již natrvalo politikem.
Poslancem dolní komory pruského parlamentu (něm. Preußischen Abgeordnetenhaus) se stal v roce 1859, od roku 1878 byl jeho místopředsedou a zůstal jím až do roku 1898. Do parlamentu byl zvolen jako člen nacionálně-liberální strany Otto von Bismarcka a od roku 1878 patřil k jejímu vedení. Poslancem Sněmu Severoněmeckého spolku se stal v roce 1867 a po vzniku císařství 1871 také poslancem Říšského sněmu. Patřil k přátelům císaře Viléma II., který jej několikrát v Rudowě navštívil.

## Rodina a potomci
Byl dvakrát ženatý a měl celkem šest dětí. Z prvního manželství s Elisou Honigovou to jsou zejména:
- Kurt von Benda zdědil po své tetě z matčiny strany panství Stötterlingenburg, které bylo panstvím klášterním a patřilo rodu von Lambrecht. Kurt von Benda se stal zakladatelem šlechtické linie Lambrecht-Benda.
- Hans Robert von Benda sloužil nejprve v armádě, po otcově smrti převzal statek Rudow, část pozemků přenechal obci k výstavbě.
  - Vnuk Hans Robert Gustav von Benda, u kterého se opět projevilo rodinné hudební nadání a stal se dirigentem.

Z druhého manželství s Marií Jonasovou to byl zejména:
- Robert Maxim von Benda, majitel panství Rubkow